# Farcement
Le farcement ou farçon (ou encore farçi en Maurienne), ou encore rabolet (la rabolire étant, au Mont-Saxonnex tout comme à Sallanches par exemple, le moule en métal avec couvercle et partie centrale creuse et conique utilisé pour faire cuire le rabolet au bain-marie) est un plat traditionnel sucré-salé savoyard datant du Moyen Âge qui peut être servi comme mets ou entremets. Ce dernier possède de nombreuses variantes selon les vallées et villages, bien qu'il y ait une base commune à toutes les recettes de farcement. En effet, quelle que soit la recette, la caractéristique de ce plat est d'être sucré-salé avec la présence de fruits secs (pruneaux, raisins secs, figues principalement) dans une base salée, ainsi que d'avoir, depuis l'introduction de la pomme de terre, généralement celle-ci comme ingrédient principal (remplaçant le chou-rave utilisé auparavant). Cependant, de nombreuses variantes existent, certains farcements (ou farçons) sont cuits au bain marie dans un moule spécial (Vallée de l'Arve et Val d'Arly) avec des pommes de terre crues râpées, tandis que d'autres sont cuits dans des plats en terre au four et confectionnés avec des pommes de terres cuites et réduites en purées (ce dernier type est la base de recette la plus courante à travers les vallées). À l'heure actuelle, la recette du farçon (appelé farcement dans ces vallées) du Val d'Arly et de la Vallée de l'Arve est devenue, à la suite de l'essor du tourisme, le type de farcement le plus connu du grand public ; si bien qu'elle a tendance à occulter les autres recettes de farcement, ainsi que ces autres appellations (farçon, farch'man, farçi...). L'historienne Marie-Thérèse Hermann répertorie 19 sortes de farcements ou farçons différentes dans les Pays de Savoie.

## Histoire
Le farcement ou farçon est un plat qui trouve ses origines au Moyen Âge, c'est d'ailleurs pour cette raison qu'il est sucré-salé, pratique alors très courante. Cependant à l'époque, la pomme de terre n'étant pas encore présente, le farcement se faisait avec des choux-raves, légume qui tenait une place très importante dans la cuisine savoyarde de l'époque. D'ailleurs, certaines vallées reculées ayant conservé leurs très anciens us et coutumes ont gardé cet ingrédient comme base de la recette, et les pommes de terre ne sont là-bas servies qu'en accompagnement du farcement ou farçon. La confection et la cuisson très longue du farçon ou farcement sont en grande partie dues à l'environnement et au mode de vie savoyard. En effet, l'éclatement des habitations, les grandes distances à parcourir pour exercer les travaux agropastoraux, l’éloignement des lieux de culte (chapelles, églises) sont à l'origine de ce temps de cuisson pouvant aller jusqu'à cinq heures, permettant de ne pas rester dans les habitations pour surveiller la cuisson. C'est d'ailleurs pour cette raison que le farcement était traditionnellement le plat du dimanche, car permettant d'aller au lieu de culte et d’exercer ce culte sans devoir craindre un éventuel accident de cuisson.

## Variantes et dénomination
Le farcement ou farçon peut se diviser en plusieurs ensembles de recettes suivant les noms et les aires géographiques :
- Le farcement de la Vallée de l'Arve et du Val d'Arly, de Megève[7] : même si la dénomination farcement englobe aussi le haut Chablais et la région de La Clusaz, la  variante propre à la Haute Vallée de l'Arve et au Val d'Arly diffère notamment du reste de la région utilisant l’appellation farcement par le fait que les pommes de terres sont crues lors de l'élaboration de la recette, ainsi que par l’utilisation d'un moule spécial : la rabolire ou barakin (selon les endroits). Cette recette est tout d'abord composée de pommes de terre crues, râpées, et mélangées à de la farine, des œufs et des fruits (secs ou non). À la suite de ce mélange, la pâte est assaisonnée puis mise dans un moule à cheminée (rabolire ou barakin) dont les parois ont préalablement été tapissées de fines tranches de poitrine de porc. Le tout est mis à cuire au bain marie, la durée de cuisson varie de 2 heures et demie à 5 heures.
- Le farcement du Faucigny haut-savoyard (sauf Vallée de l'Arve) et des Aravis (côté Haute-Savoie, pour l'autre côté des Aravis, voir la recette ci-dessus) : que ce soit à Manigod, au Grand Bornand, Samoëns toutes les recettes ont une base commune. En effet, on commence par faire cuire les pommes de terre en robe des champs (barboulètes en Savoyard) avec lesquelles on réalise une purée[8] (avec de l'eau ou du lait selon les endroits, à Samoëns c'est de la crème fraîche) que l'on sucre légèrement. On rajoute ensuite à cette préparation des fruits secs (voire des poires séchées appelées kèrnye en savoyard) — au Grand-Bornand on rajoutait traditionnellement des choux et des poires cuits à part. On met ensuite à cuire le tout dans un fait-tout ou une coquelle durant plusieurs heures.
- Le farçon (issu de farson en savoyard)[6] : Cette dénomination est la plus courante, et de ce fait celle qui englobe le plus de variantes au niveau de la composition de la recette. Cependant, les endroits où l'on dénomme ce plat farçon ont tous en commun de cuire ce dernier dans une petite marmite en fonte, et d'avoir comme base de la purée de pommes de terres. Dans le Beaufortain et en Tarentaise, où l'on appelle ce mets un farçon, la recette est assez proche de celle faite en Maurienne, car comme dans cette vallée, on ajoute du pain délayé dans du lait à une purée de pommes de terres.
- Le farçin ou farçi (Maurienne) : Dans cette vallée, les pommes de terres sont réduites en purée une fois cuites, puis on y ajoute des oignons, le plus souvent du pain (blanc ou de seigle) délayé dans du lait. Une autre spécificité des farçis mauriennais est l'ajout d'un grand nombre d'épices (safran entre autres). A certains endroits comme à Bessans, on rajoutait même de la polenta (polinta en savoyard) ou du riz. Puis une fois le mélange terminé, la pâte est cuite dans une petite marmite en fonte (autrefois, on la mettait dans les braises).

## Autres types de farcement
Les farcements décrits jusqu'ici sont les farcements mangés comme plat de résistance le plus souvent ; cependant, il existe un grand nombre d'autres recettes de farcements, à commencer par les recettes entièrement sucrées ou celles faites à la poêle (farsin ou farsman frekacha ou farsman ruti en savoyard), cette dernière étant plus croustillante et plus rapide — elle ressemble à des beignets de pommes de terre. En voici quelques exemples : 
- Le farsman ruti (farcement frit, nom donné à la Giettaz) : Cette recette, qui était traditionnellement faite en semaine, est une version simplifiée du farcement au moule, réservé pour le dimanche car demandant un temps de cuisson très long. La base de pommes de terre crues râpées, puis mélangées à de la farine et des fruits secs est la même, cependant, la cuisson s'effectue dans une poêle ou une marmite bien huilée. On le retourne pour qu'il soit frit et croustillant des deux côtés, il a l'aspect d'une grosse galette.
- Le farsman rossè (farcement roux, plat du Val d'Arly) : Ce type de farcement dont l'aspect et la texture se rapprochent du pudding est un dessert entièrement sucré. Pour le réaliser, on prend une miche de pain rassie que l'on délaye dans du lait après l'avoir découpée en morceaux. On rajoute ensuite des pruneaux, des tranches de pommes fraîches ainsi que du safran qui a donné le nom à ce farcement, car il lui donne un ton jaune-roux. Une fois que le pain a bien imbibé le lait, on verse cette préparation dans un moule a farcement (barakin) classique, et on laisse cuire 3 heures environ.
- Le farcemant rabolè ou rabolè (appelé aussi garôte à Doussard et goures en Tarentaise) : ce sont des boules de pâte à farcement (type farcement du Val d'Arly / Vallée de l'Arve) que l'on roule dans de la farine et que l'on fait cuire dans de l'eau salée ou dans une soupe une trentaine de minutes.

## Moule de cuisson

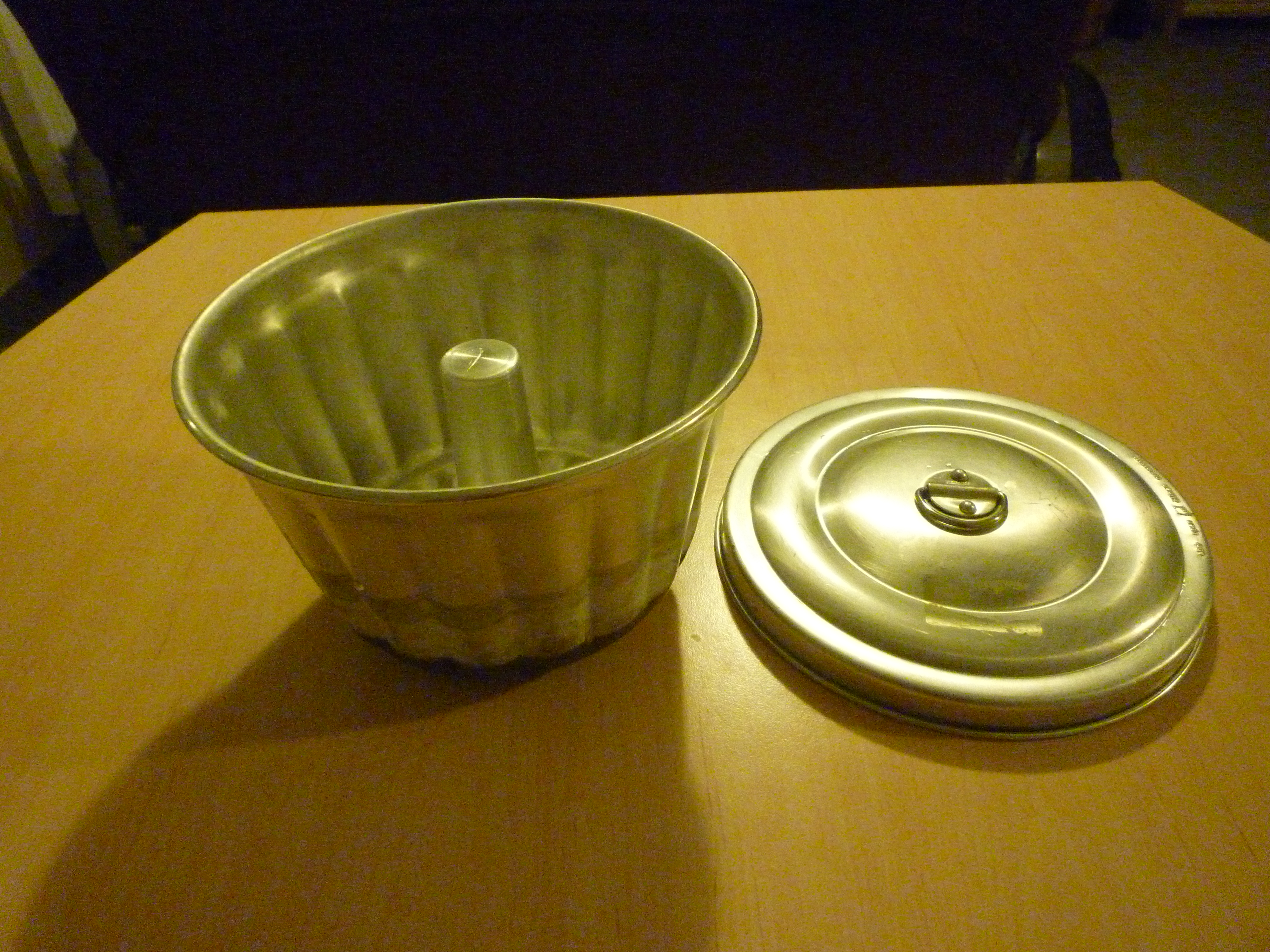
Moule à farcement (rabolire).

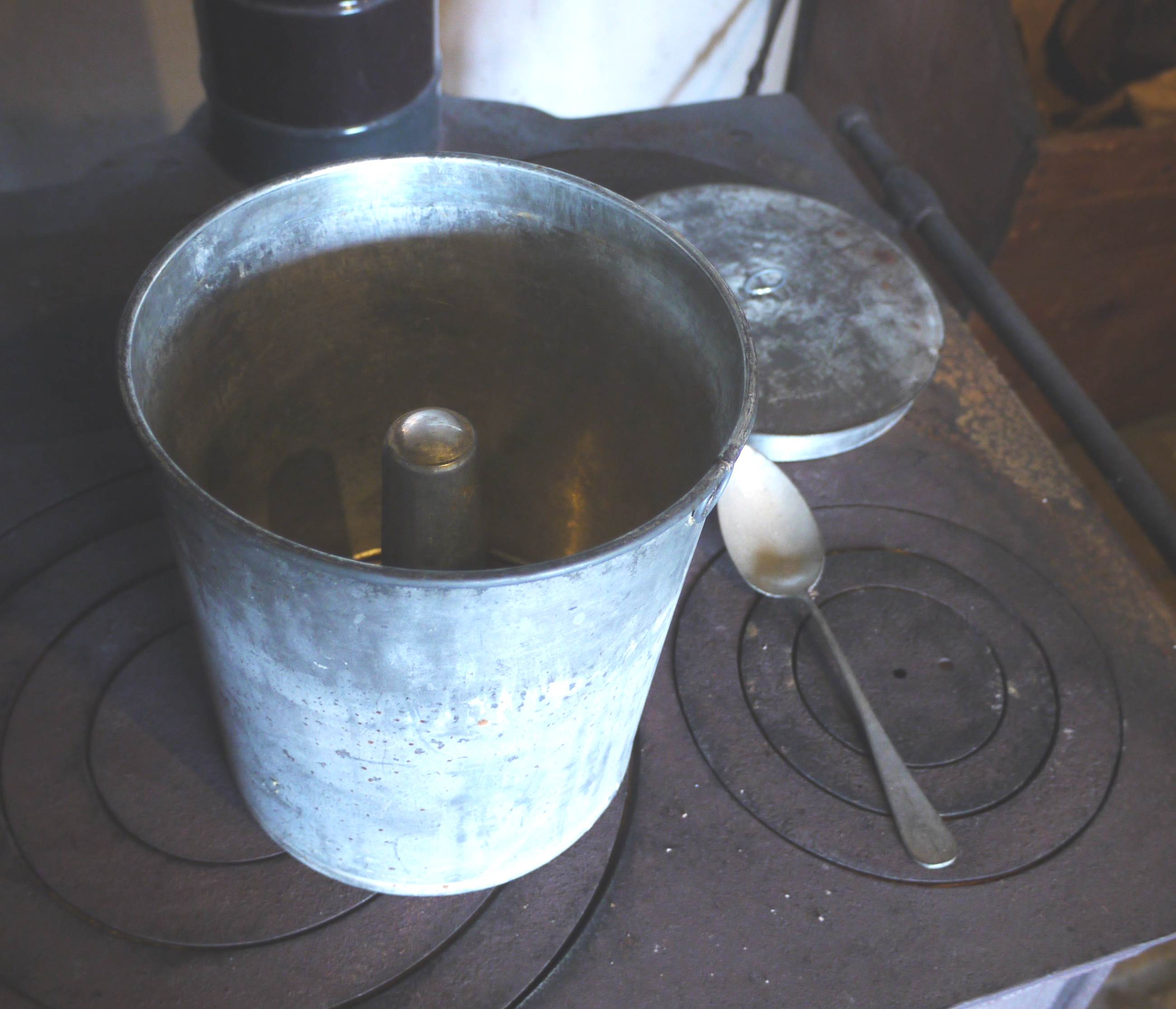
Autre rabolire (Vallée de l'Arve, vers 1970).

Le moule traditionnel de cuisson est un récipient en fer blanc (aujourd'hui en aluminium) avec une cheminée centrale, et un couvercle. Le moule, appelé barakin ou rabolire peut être tapissé de bandes de lard, puis il est rempli avec la préparation. Le moule rempli, muni de son couvercle, est mis au bain-marie pendant trois à quatre heures, sur la gazinière, sur le fourneau ou au four, ou en autocuiseur avec un temps de cuisson adapté.